# Rhytidoponera enigmatica
Rhytidoponera enigmatica är en myrart som beskrevs av Ward 1980. Rhytidoponera enigmatica ingår i släktet Rhytidoponera och familjen myror. Inga underarter finns listade i Catalogue of Life.